# Willington Quay
Willington Quay – miasto w Anglii, w hrabstwie ceremonialnym Tyne and Wear, w dystrykcie metropolitalnym North Tyneside. Leży 8 km na wschód od centrum Newcastle i 397 km na północ od Londynu.